# Taina Anneli Berg
Taina Anneli Berg (født 31. august 1968) er en dansk skuespiller.
Berg er uddannet fra Teater Får302.

## Filmografi
- Strisser på Samsø (1997-1998)
- Familien Gregersen (2004)
- Veninder (2005)
- Anja og Viktor - Brændende kærlighed (2007)
- Frygtelig lykkelig (2008)
- Karla og Jonas (2010)